# Weib
Weib ist eine alte Bezeichnung für eine Frau, die in einigen Regionen sprachhistorisch eine allmähliche Bedeutungsverschlechterung erfuhr. Grund war die niedrige gesellschaftliche Stellung und Wertschätzung von Frauen, weshalb auch zahlreiche andere Frauenbezeichnungen (bspw. Magd, Dirne, Mamsell, Fräulein, Frauenzimmer) eine Bedeutungsverschlechterung erfahren haben.
Derzeit gibt es folgende Bedeutungen des Wortes „Weib“:
- hochdeutsch: Schimpfwort, das heißt abwertende, verächtliche Bezeichnung für eine Frau,[1]
- Umgangssprache: Begriff für eine „(junge) Frau als Gegenstand sexueller Begierde als (potenzielle) Geschlechtspartnerin“,[2]
- Dialekt: Begriff für eine Frau als Geschlechtswesen im Gegensatz zum Mann (Gegenbegriff/Antonym),[3]
- veraltet: Begriff für eine Ehefrau.[2][4]

In den heute noch vorhandenen Bedeutungen spiegeln sich sämtliche Abwertungsaspekte des historischen Prozesses der Bedeutungsverschlechtung wider: Soziale Degradierung, Funktionalisierung, Sexualisierung.
Das Wort „Weib“ wird sowohl historisch als auch in jüngster Zeit immer weniger verwendet.

## Beispiel für Bedeutungsverschlechterung von Frauenbezeichnungen
Das deutsche Wort „Weib“ gehört zu einer Vielzahl von Frauenbezeichnungen der deutschen Sprache, bei denen im sprachlichen Wandel eine negative Qualitätsveränderung beobachtbar ist. Hierzu zählen auch die Wörter Magd, Dirne, Mamsell, Fräulein oder Frauenzimmer.
Eine solche Bedeutungsverschlechterung von Frauenbezeichnungen lässt sich historisch in vielen Sprachen beobachten, wie die historische Linguistik zeigt. In der Linguistik dient dies heute allgemein als Paradebeispiel für sprachliche Bedeutungsverschlechterung (Pejoration).
Sprachgeschichtliche Untersuchungen zeigen, dass die Bedeutungsverschlechterungen von Frauenbezeichnungen „direkt den historisch geringen Status der Frau, ihre niedrige gesellschaftliche Stellung und Wertschätzung reflektieren“. Wie andere semantische Entwicklungen auch sind diese Bedeutungsverschlechterungen „ein Spiegel kulturhistorischer Realitäten“ und der darin eingelagerten frauenabwertenden Realitäten, Werte und Einstellungsmuster einer Gesellschaft (Misogynie, Sexismus).
In der Sprachwissenschaft wurden drei Pfade der negativen Qualitätsveränderung von Frauenbezeichnungen identifiziert. Sie spiegeln sich alle in den heute noch vorhandenen Bedeutungen des Wortes „Weib“ wider:
1. Verwendung als Schimpfwort (Pfad: Soziale Degradierung oder Deklassierung)
2. Verwendung als veraltete ehebezogene Funktionsbezeichnung (Pfad: Funktionalisierung)
3. Verwendung in der Umgangssprache für ein Objekt sexueller Begierde (Pfad: Sexualisierung)[1]

Das Wort wurde sprachwissenschaftlich teilweise als Indiz für die Hypothese der Euphemismus-Tretmühle gesehen. Dies gilt heute als widerlegt.

## Begriffsgeschichte

### Mittelalter
Im Althochdeutschen (750 – 1050) bezeichnete wîb (vgl. altnord. víf, mhd. wîp und englisch wife) eine erwachsene weibliche Person oder Ehefrau.
Die Herkunft des Begriffes im Gotischen und Germanischen ist ungeklärt – möglich ist die Ableitung von vífa bzw. germanisch wîba (= ‚umhüllen‘, entstanden aus indogermanisch ṷeip = ‚drehen‘) und Weib als ‚die mit einem Kopftuch umhüllte, verheiratete Frau‘. Diskutiert wird auch die Deutung aus Wörtern wie weiben (= sich hin und her bewegen, drehen, schwanken, schweben) als ‚die in geschäftiger Bewegung Befindliche‘.
Später schränkt sich der Ausdruck dann auf die (verheiratete) Frau der niederen sozialen Schichten ein, während frouwe (‚Frau‘) überwiegend Vertreterinnen des Geschlechts aus dem Adel, später auch reichen Patrizierinnen vorbehalten war, und einen Gegenpart zum Herr bildet.

### Neuzeit
Von Luther bis in das 19. Jahrhundert findet sich das Verhältnis in der Ebene Weib–Mann, so in Mozarts Zauberflöte: „Mann und Weib und Weib und Mann / Reichen an die Gottheit an“. Seit dem Vordringen der höfisch-höflichen Bezeichnung Dame (aus dem Französischen, zu lateinisch domina ‚Hausherrin‘) im Laufe des 19. Jahrhunderts, und dem Wandel der Adelsbezeichnung Frau zum Allgemeinwort, wird „Weib“ oft abwertend (pejorativ) gebraucht („dummes Weib“, „Weiberkram“).

## Weitere Aspekte
Das Adjektiv „weibisch“ steht für unmännliches Verhalten.
Das Adjektiv „weiblich“ dient zusammen mit dem Gegenbegriff „männlich“ zur Bezeichnung des biologischen Geschlechts bei Lebewesen – analog dazu die Begriffe Weibchen und Männchen – bei Mozart euphemisierend: „Ein Mädchen oder Weibchen / Wünscht Papageno sich“ (Zauberflöte).
Das Substantiv „Weiblichkeit“ dient als Gegenbegriff zu „Männlichkeit“ zur Beschreibung des sozialen Geschlechterhabitus bei Menschen.
In Dialekten wie etwa dem Bairischen (bayerisch-österr. Dialekte) oder dem Walliserdeutschen und dem Schwäbischen ist die alte Begriffsbedeutung noch vorhanden: Weiberleit (leit ‚Leute‘) noch parallel zu Månerleit, Waibel als Kosename, oder bei der traditionellen „Weiberfastnacht“.
In  Wanders Deutsches Sprichwörter-Lexikon (5 Bände) finden sich nahezu 1500 Sprichwörter zu Weib (etwa: Er sieht lieber ein Weib im Hemde als einen Mann im Harnisch). Zählt man die Sprichwörter aus Worten dazu, die mit Weib zusammengesetzt (Weiberarbeite, Weiberrsch, Weiberauge usw.) oder davon abgeleitet sind (Weibel, Weiben), gibt es viele weitere Beispiele.